# Kassim Majaliwa
Kassim Majaliwa Majaliwa (Nacido el 22 de diciembre de 1960), también titulado como Majaliwa, Kassim Majaliwa; es un político tanzano del CCM quién ha sido Primer ministro de Tanzania desde el 22 de noviembre de 2015. Ha sido un Parlamentario para el distrito de Ruangwa desde 2010. El 19 de noviembre de 2015, fue nombrado primer ministro por el presidente John Magufuli.

## Vida y carrera
Majaliwa trabajó en el gobierno en numerosos cargos desde ser un simple profesor en Lindi en 1984 hasta encabezar Urambo como comisionado del distrito de 2006 a 2010. Esté elegido a Parlamento en 2010 y ejerció como viceministro de estado en la oficina del primer ministro para la administración regional y el gobierno local de 2010 hasta 2015.
Después de que John Magufuli fuese declarado presidente de Tanzania, nombró a Majaliwa como primer ministro el 19 de noviembre de 2015. Majaliwa asumió el cargo el 20 de noviembre.